# Telem Kandī
Telem Kandī (persiska: تلم کندی, Telīm Kandī) är en ort i Iran.   Den ligger i provinsen Östazarbaijan, i den nordvästra delen av landet, 400 km väster om huvudstaden Teheran. Telem Kandī ligger 1 693 meter över havet och antalet invånare är 199.
Terrängen runt Telem Kandī är huvudsakligen kuperad, men åt sydväst är den platt. Runt Telem Kandī är det ganska glesbefolkat, med 39 invånare per kvadratkilometer. Närmaste större samhälle är Darīn Daraq, 11,9 km öster om Telem Kandī. Trakten runt Telem Kandī består i huvudsak av gräsmarker.